# Premio Nacional de Artes Plásticas de Cuba
El Premio Nacional de Artes Plásticas de Cuba fue instituido en 1994 con el ánimo de reconocer y jerarquizar a los mejores artistas de la plástica cubana por la obra de toda sus vidas. Se otorga anualmente a un creador cubano, vivo y residente en Cuba por el conjunto de su obra.
Los aspirantes son propuestos por diversas instituciones culturales y el premio lo decide un jurado formado por personalidades vinculadas al arte. Se premian los logros más relevantes del artista, y al ganador se le entregan 10.000 pesos y un diploma acreditativo. 

## Artistas premiados
- Manuel Hernández Valdés (2024)
- Zaida del Río (2023)
- Flora Fong García, (2022)
- Alberto Lescay Merencio, (2021)
- Rafael Zarza González, (2020)
- Lesbia Claudina Vent Dumois, (2019)
- José Ángel Toirac Batista, (2018)
- Eduardo Roca Salazar (Choco), (2017)
- José Manuel Fors, (2016)
- Pedro de Oraá Carratalá, (2015)
- Lázaro Armando Saavedra González,(2014)
- Eduardo Ponjuán González, (2013)
- Ever Fonseca Cerviño, (2012)
- Ernesto Fernández, (2011)
- René Francisco Hernández, (2010)
- Nelson Domínguez, (2009)
- José Ramón Villa Soberón, (2008)
- René de la C. de la Nuez Robaina, (2007)
- Pedro Pablo Oliva, (2006)
- José Gómez Fresquet (Frémez),(2005)
- Roberto Fabelo, (2004)
- Osneldo Andrés García Díaz, (2003)
- Adigio Benítez Jimeno, (2002)
- Manuel Mendive, (2001)
- Ruperto Jay Matamoros, (2000)
- Antonio Vidal Fernández, (1999)
- Julio Girona Fernández, (1998)
- Alfredo Sosabravo, (1997)
- Raúl Corrales Fornos, (1996)
- Agustín Cárdenas Alfonso, (1995)
- Rita Longa, (1995)
- Raúl Martínez González, (1994)